# Úhoř novozélandský
Úhoř novozélandský (Anguilla dieffenbachii) (alias úhoř dlouhoploutvý) je sladkovodní, převážně noční, dlouhověká, dravá,  migrující ryba, endemit Nového Zélandu. Převážnou část svého života prožije v novozélandských řekách na Severním nebo Jižním ostrově, vyskytuje se i na přilehlém Stewartově a Chathamských ostrovech, je z tamních úhořů největší. Často se vyskytuje společně s dalším původním novozélandským druhem úhořem australským (Anguilla australis) (alias úhořem krátkoploutvým) a řidčeji také s nepůvodním druhem zavlečeným z Austrálie úhořem Reinhardta (Anguilla reinhardtii).
Od fyziologicky podobného úhoře australského, rozšířeného mimo vody Nového Zélandu ještě i v jiných zemích jižního Pacifiku (Austrálie, Fidži, Nová Kaledonie, Norfolk i ostrov Lorda Howa), se úhoř novozélandský mj. odlišuje zvrásčenou kůží v ohybech těla při pohybu, tmavší texturou na povrchu a hlavně délkou hřbetní ploutve, která u úhoře australského končí svisle nad řitním otvorem, kdežto u úhoře novozélandského pokračuje dále za něj.

## Výskyt
Obývá řeky a sladkovodní jezera až hluboko do vnitrozemí. Přestože se vyskytuje až do vzdálenosti 300 km od ústí řek a nadmořské výšky 1150 m n. m., je jeho populace nejpočetnější v níže položených jezerech a v dolních tocích a ústích řek. V mládí preferuje bystře tekoucí vodu, ve které proniká na velké vzdálenosti do vnitrozemí, v dospělosti dává přednost vodě hluboké a tokům s dnem pokrytým hrubým štěrkem až balvany. Obdobně jako ostatní novozélandští úhořovití odplouvá na sklonku života se vytřít do Tichomoří.

## Potrava
Je všežravec konzumující širokou škálu potravy. V mladém věku jsou jeho pravidelnou potravou různí plži, larvy vážek, zachycené žížaly, chrostíci i jepice. V pozdějším věku, při délce nad 40 cm, se stává rybožravým a podstatnou část jeho stravy tvoří endemické ryby Gobiomorphus breviceps a při délce nad 60 cm mladé ryby pstruha obecného, žijící hlavně ve vyšších polohách, kde bývají vysazovány pro sportovní rybolov. Větší úhoř polyká pstruhy celé, v jeho žaludku byl nalezen ještě nestrávený pstruh o délce 410 mm a váze okolo 890 gramů. Velikost pozřené ryby je omezena rozevřením čelisti, proto větším úlovkem úhoř třese, dokud ho neroztrhá na menší části.

## Rozmnožování
Úhoř novozélandský je vejcorodý a rozmnožuje se v tropických vodách Tichého oceánu, pravděpodobně okolo ostrovů Tonga nebo Fidži, konkrétní umístění trdlišť není známo. V květnu a červnu odplouvají z ústí novozélandských řek severním směrem nejstarší ryby s cílem vytřít se; po splnění této rozmnožovací povinnosti uhynou. Při cestě dlouhé přes tisíc kilometrů podél Nové Kaledonie uplavou za den až 20 km; není známo, jak se orientují. Přitom se vyhýbají predátorům, plavou proto v hloubce 100 až 200 m a místy i více než 600 m, kde voda mívá teplotu pouhých 5 či 6 °C. Po cestě trvající pět až šest měsíců samice na trdlištích nakladou milióny plovoucích vajíček, které následně samci hromadně spermatem oplodní. Úhoř novozélandský je panmiktický druh, dochází u něj k náhodnému páření, jedinci si své partnery nevybírají. Celý proces trvá patnáct až sedmnáct měsíců a je zde popsán podle lépe zdokumentovaného rozmnožování úhoře australského.
Z oplodněných jiker se vykulí ploché průhledné larvy, monté, naprosto nepodobné svým rodičům. Unášené mořskými proudy, se vracejí do novozélandských pobřežních vod, kam dorazí ve věku asi deseti až dvanácti měsíců. Rok stráví v přílivové oblasti s brakickou vodou v ústí řek, kde larvy postupně dostávají vzhled průhledného zdrobnělého dospělce. Po roce se vybarví tmavě a po dobu až tří let migrují proti proudu řek do vnitrozemí. Jsou renomovaní lezci, díky přilnavosti a povrchovému napětí vody dokážou šplhat po kamenech. Jako příklad je uváděna 75 m vysoká přehradní zeď na řece Patea, přes kterou se dostávají dále do vnitrozemí. Tuto schopnost ztrácejí po dosažení velikosti asi 12 cm, kdy se stávají příliš těžcí. Jsou pak způsobilí neprůchodné místo v řečišti obejít po vlhké trávě. Během jednoho roku se ojediněle dokážou dostat do vnitrozemských vod až na vzdálenost 130 km. Přehrazování hlavních vodních cest jim však přístup to vnitrozemí výrazně ztěžuje.

## Popis

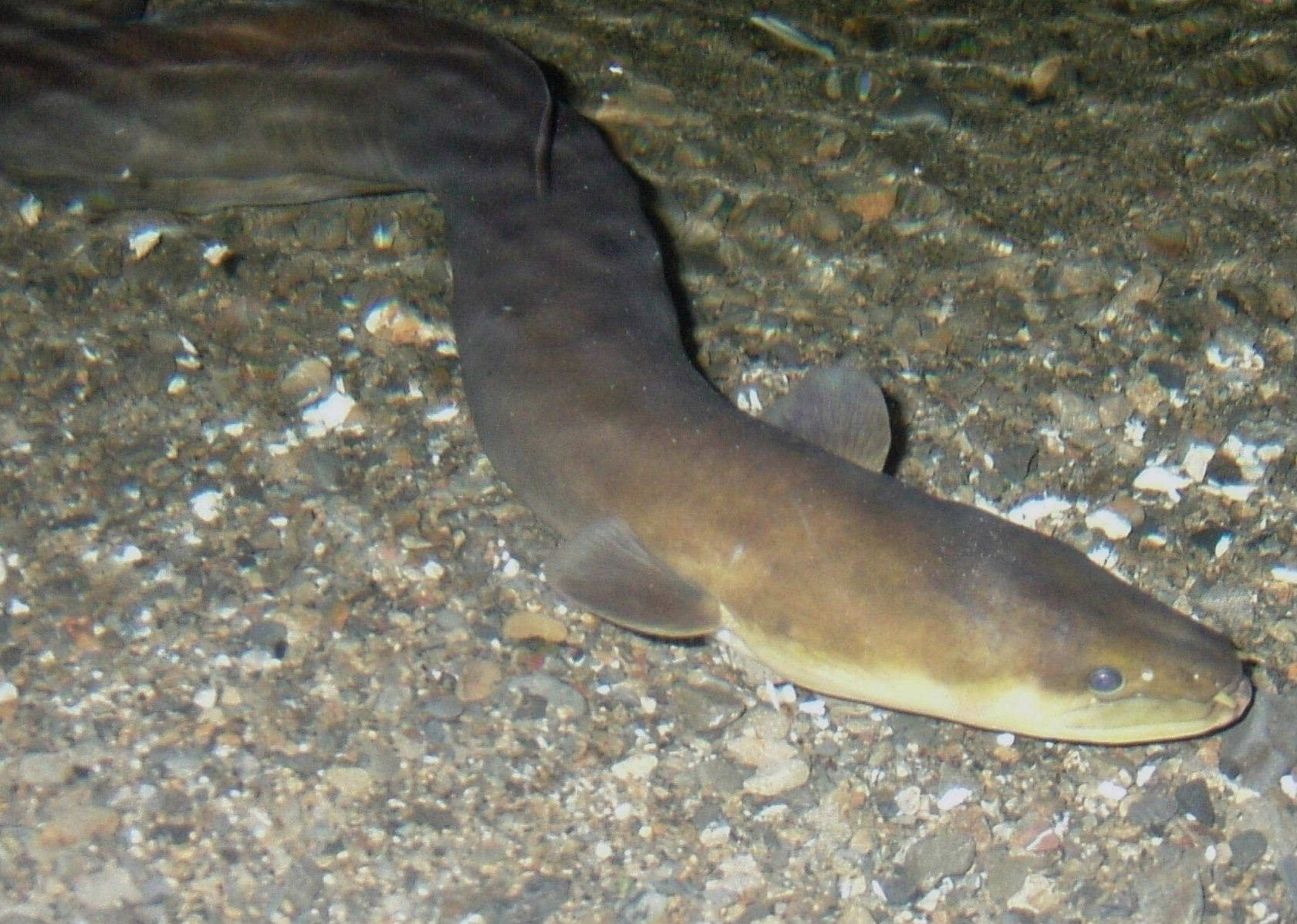
Úhoř novozélandský

Uhoř má protáhlé, štíhlé, téměř trubkovité tělo. Když jsou malí, mají stejně tenkou i hlavu; ale jak rostou, hlava se stává baňatou s výrazným zhrubnutím za očima. Kůži mají vrásčitou a zdobenou tmavou texturou. Hřbetní (horní) ploutev je delší a vyčnívá dále než řitní (spodní) ploutev. Určení pohlaví je velmi obtížné, neboť jejich pohlavní orgány jsou rozlišeny, až když ryba dosahuje délky kolem 45 cm, i pak je jediným možným způsobem interní vyšetření.
Roste velice pomalu, přibývá na délce průměrně jen 2 až 3 cm za rok, jedná se u ryb o jeden z nejslabších přírůstků. Největší novozélandští úhoři se nejčastěji vyskytují na místech, kde nejsou komerčně loveni, v jezerech národních parků. Žijí tam často staří až 90 let, nejvyšší zjištěný věk u samice byl 106 roků. Nejdelší známý samec měřil 185 cm a samice 156 cm, nejvyšší publikovaná váha chycené ryby je 25 kg, v současné době však ulovené kusy překračují jen ojediněle délku 120 cm a váhu 13 kg. Samice bývají větší a odplouvají se rozmnožit ve vyšším věku.

## Ohrožení
Komerční rybolov úhořů dlouhoploutvých začal ve vodách Nového Zélandu v polovině 20. století nabírat na objemu a na jeho konci činil až 2000 tun ročně. To byla asi třetina ze všech ulovených a na vývoz zpracovaných úhořů. Byla proto stanovena povolená velikost ulovené ryby od 0,2 do 4 kg a určeno nejvyšší povolené množství pro průmyslový výlov. Po zavedení těchto kvót došlo k ráznému snížení množství ulovených ryb, navíc podstatná část úhořů novozélandských žije v rezervacích nebo v místech jen obtížně průmyslově lovených.
Podle Mezinárodního svazu ochrany přírody IUCN je vývoj populace úhoře novozélandského výhledově nejistý. S ohledem na stále probíhající komerční rybolov a nerozptýlené obavy z pokračující degradace stanovišť, z instalace nových jezů a přehrad, je tento považován za ohrožený taxon (EN).